# Wiesloch
Wiesloch (pronunciación en alemán: /ˈviːsˌlɔx/ⓘ) es un municipio situado en el distrito de Rin-Neckar, en el estado federado de Baden-Wurtemberg (Alemania), con una población a finales de 2016 de unos 26 542 habitantes.
Se encuentra ubicado al noroeste del estado, en la región de Karlsruhe, cerca de las ciudades de Heidelberg y Mannheim, del lugar donde confluyen los ríos Neckar y Rin, y de la frontera con los estados de Hesse y Renania-Palatinado.

## Honores

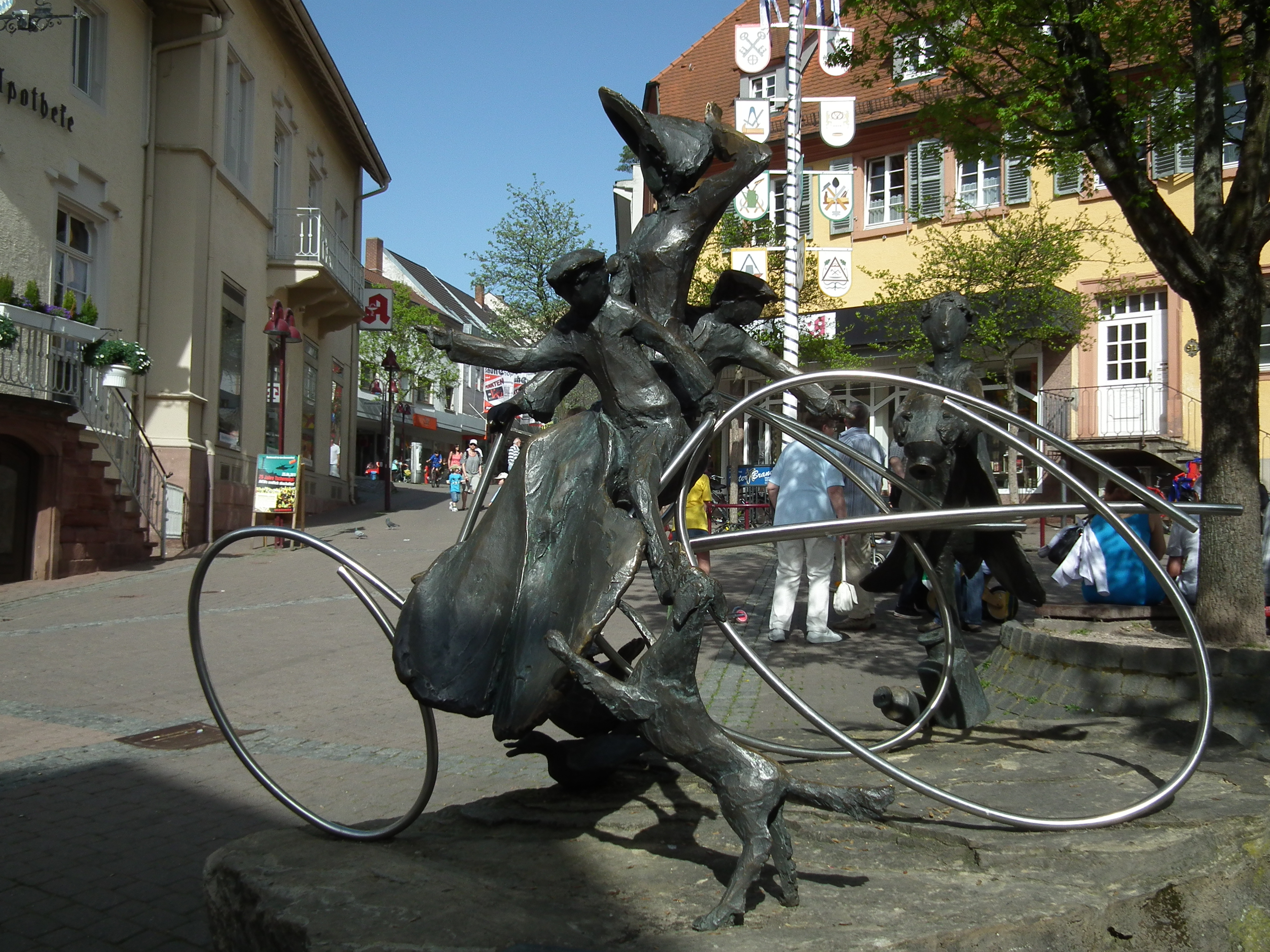
Monumento a Bertha Benz en Wiesloch, lugar donde hizo una parada para comprar combustible en la farmacia de la ciudad. Actualmente es denominada como «la primera estación de servicio del mundo».

Esta ciudad fue en honor a Bertha Benz, esposa de Carl Benz, en que paró aquí para comprar éter de petróleo en una farmacia, que acompañaba a sus hijos de 13 y 15 años, Eugen y Richard en 1888, dos años después de que Carl Benz fabricara el primer auto del mundo y patentado en 1886. La farmacia de la ciudad, se convirtió como «la primera estación de servicio del mundo».
En 2008, el Bertha Benz Memorial Route fue aprobada oficialmente como una ruta para el patrimonio industrial de la humanidad. Esta sigue el camino que Bertha Benz realizó durante el primer viaje de larga distancia del mundo descrito previamente. Es posible revivir los 194 kilómetros a partir del seguimiento de las señales que indican la ruta desde Mannheim (vía Heidelberg) hasta Pforzheim (atravesando la Selva Negra), y su correspondiente trayecto de regreso.
En 2011, se celebró el primer Bertha Benz Challenge (Desafío Bertha Benz) en dicha ruta, para automóviles con nuevas tecnologías en desarrollo (híbridos, eléctricos, de hidrógeno) y con el lema «movilidad sostenible en la vía para automóviles más antigua del mundo». También en 2011 su historia quedó plasmada en una película.